# 牧秀悟
牧秀悟（日语：／ Maki Shūgo，1998年4月21日—）是一名日本棒球選手，司職內野手，效力於日本職棒橫濱DeNA海灣之星。

## 生平

### 業餘時期
長野縣中野市一本木出身，就讀中野市立中野小學一年級時，加入哥哥所在的球隊而開始打球。
二年級秋天開始擔任第四棒，直到五年級、六年級時達成通算53發全壘打的紀錄。2010年，六年級時的他隨隊拿下中野市第43回少棒大會的優勝。
就讀松本第一高校時，從一年級開始就擔任球隊中心棒次，三年級拿下春季縣大會優勝，二、三年級均在夏季縣大會首戰敗退。
牧秀悟在讀時的松本第一高校被認為是隊史最強的一段時間，2015年、由牧秀悟擔當四棒時的夏季是縣大會第四種子，2016年夏季則因為在春季取得縣大會優勝而名列第一種子，但最終皆於首戰敗退、連續兩年以失望的結局收場。也由於二年級、三年級連續兩年在首戰敗於非種子校之手，使得牧秀悟的高中時代相關情報極為稀缺，又有隊長宮崎大瑚的發言：「關於高中時代，鮮少有與牧秀悟對話的記憶，我們甚至沒有好好交談過。」
但由於有年長兩屆的學長、時為橫濱DeNA海灣之星隊選手百瀨大騎的發言、表示牧秀悟是值得注意的學弟，因此引起了職業球團的注意。
高中畢業時，牧秀悟並未提出職業志願書而選擇升學、前往中央大學商學部會計學科就讀。
升上大學的牧秀悟在一年級就取得先發游擊手的位置、三年級開始轉任二壘手。牧在三年級的春季聯賽取得聯盟最優秀打者、同年秋季聯賽則拿下聯盟最有價值球員的殊榮。更於三年級的夏天獲選為日美大學棒球交流賽代表隊成員。
大學通算成績為打擊率0.285、82支安打、5支全壘打、50分打點。四次最佳九人（游擊手*1、二壘手*3）。現北海道日本火腿鬥士隊選手五十幡亮汰為牧的同期生；小一屆的學弟有現埼玉西武獅隊選手古賀悠斗，小二屆有現阪神虎隊選手森下翔太與現東京養樂多燕子隊選手北村惠吾，小三屆則有現讀賣巨人隊投手西舘勇陽及現同屬橫濱隊的投手石川裕太郎；前讀賣巨人隊、福岡軟銀鷹隊投手鍬原拓也則是大三屆的學長。
於2020年10月26日舉行的2020年度日本職棒新人選秀會上，橫濱DeNA海灣之星隊在第二輪指名牧秀悟。球團以簽約金7700萬日圓、推定年薪1300萬日圓的價碼與牧秀悟達成協議成功簽約，牧選擇的背號則為2號。

### 橫濱DeNA海灣之星

#### 2021年
2021年球季，雖然牧秀悟的本職是二壘手，但同時也身兼球隊首要的替補一壘手，同時間因為球隊外援內夫大黎·索托抵達日本的時間延後，所以在春訓營中持續進行一壘守備練習。牧秀悟在春訓賽出賽9場，打擊率0.273。3月26日於東京巨蛋舉行、對上讀賣巨人隊的例行賽開幕戰，牧秀悟以「三棒·一壘手」的身分先發完成職業初登場。隔日(3月27日)從巨人隊投手高梨雄平手中敲出職業生涯首支安打、3月20日的對巨人戰中獲得職業生涯首分打點、3月31日則在對東京養樂多燕子隊比賽中從投手高梨裕稔手中敲出職業生涯首發全壘打。
由於索托於4月15日抵達日本與球隊會合，因此牧秀悟的先發位置回到本職的二壘手繼續出賽。他在4月15日對上埼玉西武獅隊比賽中完成賽季第七度的猛打賞、與1959年桑田武選手的球團隊史新人紀錄並列。牧秀悟在賽季前半段共出賽81場，繳出打擊率0.277、12發全壘打及38分打點的成績單。
8月25日於大阪京瓷巨蛋對阪神虎隊比賽中，牧秀悟擊出令和年代第一次的完全打擊，上一位以新人身分擊出完全打擊的選手是2019年阪神虎隊外野手近本光司，若以例行賽為統計範圍則為史上首位（近本光司的完全打擊完成於2019年7月13日的明星賽第二戰）。9月28日對東京養樂多燕子隊比賽中、牧秀悟敲出賽季第117支安打，與1959年桑田武選手的球團隊史新人紀錄並列；翌日同樣對戰對手的比賽中再敲安打、刷新隊史新人年最多安打數紀錄。由於泰勒·奧斯汀選手在10月5日比賽中的受傷，牧秀悟於10月6日首度以第四棒身分先發，成為球團自1959年黑木基康選手以來、相隔61年再有新人擔綱球隊第四棒。10月26日對養樂多隊戰中，牧秀悟擊出3支二壘安打、以累計35支刷新讀賣巨人隊傳奇長嶋茂雄保有的中央聯盟新人單季最多二壘安打紀錄，同時延續前一場比賽的手感、樹立連續5打席擊出二壘安打的日本職棒新紀錄。最終以打擊率0.314、22發全壘打、71分打點的好成績，成為自1986年埼玉西武獅隊傳奇清原和博以來再有新人寫下單季打擊率三成、20發以上全壘打的成績。同時以球團隊史來說，是自從1967年松岡功祐選手以來，再有新人可以達標規定打席數，還是第一位達標且打擊率超過三成者。
12月15日，於聯盟頒發的2021年度獎項中，牧秀悟獲頒年度中央聯盟新人特別獎，同樣獲頒此獎項的另有奧川恭伸（東京養樂多燕子隊）、佐藤輝明、中野拓夢及伊藤將司（以上三位為阪神虎隊），年度新人王則由栗林良吏（廣島東洋鯉魚隊）以201票所拿下、牧秀悟以76票次之，另外四位則依序獲得12票、8票5票及4票。牧秀悟在季後與球團完成換約時獲得加薪、推定年薪由5700萬日圓增加至7000萬，此數字刷新日本職棒史上野手第二年度薪資紀錄（原紀錄保持人為近本光司、2020年球季獲得4500萬推定年薪）、隊史所有選手第二年度薪資紀錄（原紀錄保持人為投手東克樹、2019年球季獲得5550萬推定年薪），同時也在日本職棒史上所有選手第二年度薪資紀錄中並列第二名、與松坂大輔（埼玉西武獅隊、2000年球季）及菅野智之（讀賣巨人隊、20214年球季）相同。休季期間牧秀悟常與同為內野手的球隊前輩大和一起自主訓練。

#### 2022年
由於感染COVID-19的關係，牧秀悟的春訓是在二軍基地開始、並在2月22日回歸一軍。由於春訓賽中有著良好的手感與表現，球團監督三浦大輔在3月9日媒體訪問中表示將由牧擔任球隊開幕戰打線的先發第四棒，讓他成為隊史繼1960年球季桑田武選手以來再有二年級選手擔任球隊第四棒。
雖然自開幕以來就持續以手中球棒為球隊做出良好貢獻，但在4月7日爆發的隊內群聚感染中，牧秀悟再次被檢驗出COVID-19陽性反應，使得球團透過相關特別條例將他抹消一軍登錄，直至4月20日才重返名單；在重返一軍隔日的4月21日，牧從北海道日本火腿鬥士隊投手齋藤友貴哉手中敲出三分打點全壘打，是個人首度在生日當天敲出全壘打。牧秀悟在5月份以打擊率0.329、8支全壘打、25分打點的成績，拿下個人生涯第二度的單月MVP。在2022年度日本職棒全明星賽先發名單票選中，牧秀悟以二壘手部門球迷票選第一名的身分入選，是生涯首次入選明星賽。
7月19日對戰中日龍隊的比賽中，牧秀悟因為感到左腳疼痛而提前退場、爾後被診斷出左腳關節骨刺而缺席3場比賽。8月21日對戰廣島東洋鯉魚隊比賽中，牧從大道溫貴投手手中敲出球季第20號全壘打、達成連續兩季20支全壘打的表現，也是隊史第一次有選手自新人年以來連續兩季20支全壘打。牧秀悟於2022年賽季全數以第四棒身分出賽，最終繳出打擊率0.291、24支全壘打、87分打點的表現，36支二壘安打則是聯盟最多、87分打點則與大山悠輔（阪神虎隊）並列聯盟第二。如此表現使他在2022年度獎項中獲頒中央聯盟最佳九人獎項，是個人生涯首度獲選。12月13日完成的球團換約中，他的推定年薪增加至1億2000萬日圓。

#### 2023年
2023年球季，牧秀悟在季初一段時間之中遲遲無法進入狀況，使得他的4月份打擊率僅有0.235、面對速球系的打擊率甚至只有0.208；儘管從2023年世界棒球經典賽結束歸隊以來面對日本職棒的投手並不順手，但5月份繳出打擊率0.304、7支全壘打的表現是牧的狀態逐漸加溫的證明。6月18日面對千葉羅德海洋隊的主場比賽中，球團舉辦了一個「長得像牧秀悟的人們」的球迷集會、召集到17名球迷共襄盛舉；在這場比賽中，牧從羅德隊先發投手佐佐木朗希手中敲出追平分安打以及超前分安打、以單場4安打2打點的活躍表現讓球隊獨居交流戰戰績第一名。最終牧在交流戰中繳出打擊率0.380、2支全壘打、13分打點的好表現，不僅為球隊拿下隊史首次交流戰勝利做出巨大貢獻、也拿下該年度交流戰優秀選手賞。
7月23日，牧秀悟獲得出身地長野縣中野市頒發榮譽市民獎。8月12日從讀賣巨人隊投手山崎伊織手中擊出賽季第20號全壘打，成為自埼玉西武獅隊清原和博（1986∿1988年賽季）以來，第六位自新人年開始完成連續三個球季擊出至少20支全壘打表現的選手；8月份的牧秀悟繳出打擊率0.362、7支全壘打、26分打點的好表現，拿下個人生涯第三度單月MVP。9月18日對阪神虎隊一戰中，在延長賽第10局從石井大智投手手中打出右外野方向2分打點致勝三壘安打，完成個人生涯首次單季100分打點。在例行賽尾聲、中央聯盟賽程全部結束的10月4日，牧確定以164支安打及103分打點拿下中央聯盟安打王以及打點王，其中安打王因為阪神虎隊中野拓夢選手擊出相同數量安打、兩人共同獲獎。11月27日頒發的2023年度獎項中，牧連續兩年獲頒最佳九人。12月18日，牧被指名接替前輩佐野惠太、擔任2024年賽季的球隊隊長一職，在當時他是12球團中最年輕的隊長（25歲）。12月20日完成的球團換約中，他的推定年薪增加至2億3000萬日圓，超越達比修有（2008年球季）與大谷翔平（2016年球季）（均為北海道日本火腿鬥士隊、2億日圓）、刷新日本職棒職業第四年度選手的薪資紀錄。

## 國家代表隊經歷
2023年，牧秀悟獲選為2023年世界棒球經典賽日本代表隊成員之一。在大會中以二壘手身分出場，並於第一輪對上中國及捷克兩戰中各敲1發全壘打。
同年，他也獲選為2023年亞洲職棒冠軍爭霸賽日本代表隊成員之一，是該屆隊伍中唯一一位同時也有入選世界棒球經典賽代表隊的選手。在大會中以一壘手身分出場，在對上韓國的決賽中擊出1發全壘打，與敲出致勝安打的門脇誠選手一起站上頒獎台。

## 職業生涯成績

### 打擊成績
|           |           |     |      |      |     |     |     |   |    |     |     |   |   |   |    |     |   |    |     |    |      |      |      | OPS  |
| --------- | --------- | --- | ---- | ---- | --- | --- | --- | - | -- | --- | --- | - | - | - | -- | --- | - | -- | --- | -- | ---- | ---- | ---- | ---- |
| 2021      | DeNA      | 137 | 523  | 487  | 73  | 153 | 35  | 3 | 22 | 260 | 71  | 2 | 1 | 1 | 2  | 27  | 0 | 6  | 85  | 16 | .314 | .356 | .534 | .890 |
| 2022      | DeNA      | 135 | 568  | 509  | 63  | 148 | 36  | 1 | 24 | 258 | 87  | 3 | 3 | 0 | 6  | 43  | 4 | 10 | 82  | 14 | .291 | .354 | .507 | .861 |
| 2023      | DeNA      | 143 | 605  | 599  | 78  | 164 | 39  | 3 | 29 | 296 | 103 | 2 | 2 | 0 | 6  | 33  | 3 | 7  | 85  | 17 | .293 | .337 | .530 | .867 |
| 通算：3年 | 通算：3年 | 415 | 1696 | 1555 | 214 | 465 | 110 | 7 | 75 | 814 | 261 | 7 | 6 | 1 | 14 | 103 | 7 | 23 | 252 | 47 | .299 | .349 | .523 | .872 |

- 2023年度球季結束時

### 守備成績
| 年 度 | 球 團 | 一壘  | 一壘 | 一壘 | 一壘 | 一壘 | 一壘   | 二壘  | 二壘  | 二壘  | 二壘  | 二壘  | 二壘     |
| 年 度 | 球 團 | 試 合 | 刺殺 | 補殺 | 失策 | 併殺 | 守備率 | 試 合 | 刺 殺 | 補 殺 | 失 策 | 併 殺 | 守 備 率 |
| ----- | ----- | ----- | ---- | ---- | ---- | ---- | ------ | ----- | ----- | ----- | ----- | ----- | -------- |
| 2021  | DeNA  | 67    | 307  | 22   | 0    | 38   | 1.000  | 102   | 210   | 295   | 8     | 67    | .984     |
| 2022  | DeNA  | -     | -    | -    | -    | -    | -      | 135   | 278   | 382   | 13    | 78    | .981     |
| 2023  | DeNA  | -     | -    | -    | -    | -    | -      | 143   | 336   | 406   | 9     | 92    | .988     |
| 通算  | 通算  | 67    | 307  | 22   | 0    | 38   | 1.000  | 380   | 824   | 1083  | 30    | 237   | .985     |

- 2023年度球季結束時

## 外部連結
- 牧秀悟在美國職棒官網（英语）
- 牧秀悟在日本職棒官網（英语）
- 牧秀悟在Baseball-Reference.com（小聯盟以及海外聯盟）（英语）